# Bruno Morra
Bruno Morra (fl. XX secolo) è stato un calciatore italiano, di ruolo portiere.

## Carriera
Con il Verona disputa 7 gare nella stagione 1925-1926.